# ادی تولان
ادی تولان (انگلیسی: Eddie Tolan؛ ۲۹ سپتامبر ۱۹۰۸ – ژانویه ۳۰/۳۱, ۱۹۶۷) دونده اهل ایالات متحده آمریکا بود.
از افتخارات وی می‌توان به کسب مدال طلا دو ۱۰۰ متر و دو ۲۰۰ متر در بازی‌های المپیک تابستانی ۱۹۳۲ اشاره کرد.